# B.Delta37
Der Massengutschiffstyp B.Delta37 des Entwurfsbüros Deltamarin wurde in einer größeren Anzahl von mehreren chinesischen Werften gebaut.

## Einzelheiten
Die B.Delta37-Baureihe wurde vom finnischen Schiffbaubüro Deltamarin entworfen. Seit 2013 werden die Schiffe von chinesischen Werften für verschiedene Reedereien gebaut.
Die B.Delta37-Schiffe sind als Handymax-Massengutschiffe mit achtern angeordneten Aufbauten ausgelegt. Sie haben fünf Laderäume, von denen drei boxförmig ausgelegt sind. Jeder Laderaum wird durch eine eigene Luke bedient, deren Lukendeckel hydraulisch betätigt werden. Zum Ladungsumschlag stehen vier mittschiffs angebrachte hydraulische Schiffskräne zur Verfügung. Die Basisvariante des Schiffstyps verfügt über einen Laderauminhalt von rund 48.500 m³ und kann auf Entwurfstiefgang von 9,5 m rund 35.000 Tonnen und bei maximaler Abladung auf 10,5 m ca. 39.500 Tonnen transportieren. Eine weiterentwickelte Variante des Entwurfs als offener Mehrzweck-Schüttgutfrachter mit größerem Decksöffnungsgrad hat bei vergleichbarer Tragfähigkeit mit rund 50.300 m³ etwas mehr Laderauminhalt. Die Einheiten sind auf den Transport verschiedener Massengüter, wie zum Beispiel Getreide, Kohle, Mineralien inklusive verschiedener Gefahrgüter ausgelegt. Die Tankdecke der Laderäume ist für den Erztransport verstärkt ausgeführt. Es können darüber hinaus auch Sackgüter, Stahlprofile, -röhren und andere Massenstückgüter, sowie Holz an Deck transportiert werden.
Der Antrieb der Schiffe besteht aus einem Zweitakt-Dieselmotor. Der Motor ermöglicht eine Geschwindigkeit von etwa 14 Knoten. Es stehen mehrere Hilfsdiesel und ein Notdiesel-Generator zur Verfügung.